# Кушнір Сергій Олександрович
Сергі́й Олекса́ндрович Кушні́р (1984—2014) — старший солдат Збройних сил України, учасник Російсько-української війни.

## Короткий життєпис
Народився 1984 року в селі Машів (Любомльський район, Волинська область). Закінчив Машівську школу; Любомльську районну гімназію імені Наталії Ужвій. Створив родину; працював завгоспом у районній гімназії. Мобілізований 11 квітня 2014 року, водій-номер обслуги, 51-ша окрема механізована бригада. Брав участь у боях за Савур-могилу.
Загинув 1 серпня 2014 року через підрив на мініавтомобілі «ГАЗ-66», який перекинувся. Тоді ж загинули капітан Андрій Задорожний, сержант Руслан Калуш, молодший сержант Андрій Курочка, старший солдат Сергій Дармофал, старший солдат Михайло Котельчук.
Вдома залишилися мама, дружина та донька 2012 р.н. Похований у Машеві.

## Нагороди та вшанування
За особисту мужність і героїзм, виявлені у захисті державного суверенітету та територіальної цілісності України, вірність військовій присязі під час Російсько-української війни.
- орденом «За мужність» III ступеня (4.6.2015, посмертно)
- медаллю УПЦ КП «За жертовність і любов до України» (посмертно)
- відзнакою 14 ОМБр «За мужність та відвагу» (посмертно)
- його світлина розміщена на меморіалі «Стіна пам'яті полеглих за Україну» у Києві: секція 2, ряд 3, місце 19
- у серпні 2015 року на фасаді Любомльської районної гімназії імені Наталії Ужвій йому відкрили й освятили меморіальну дошку
- 2021 року у Вишнівській громаді на базі Машівського ліцею відбувся щорічний турнір зі стрільби із пневматичної гвинтівки пам'яті Сергія Кушніра[1]